# Lago Matagami
El lago Matagami es un lago de Canadá, situado en la provincia de Quebec.

## Geografía
Situado en una zona pantanosa de la región de Jamésie, el lago creado por la unión de los rios del río Allard, Bell, Gouault y Waswanipi tiene 14 kilómetros de ancho y 43 kilómetros  de longitud y su superficie es de 236 km².

## Historia
El lago Matagami ha sido utilizado mucho tiempo como vía de transporte en el comercio de pieles desde el siglo XVIII hasta el siglo XX por la Compañía de la Bahía de Hudson.

## Toponimia
En algonquino, «matagami» significa «encuentro de las aguas», en referencia a los grandes ríos que se unen allí.